# Franz Merke
Franz Merke (Basilea, 4 febbraio 1893 – Basilea, 6 giugno 1975) è stato un chirurgo svizzero.

## Biografia
Allievo di Gerhard Hotz (1880 – 1926) e di Carl Henschen (1877 – 1957), divenne anch'egli docente. Fu primario chirurgo dal 1929 al 1963. Si occupò in particolare di patologie della tiroide, lesioni del ginocchio e  prevenzione del gozzo.
Sposò Elisabeth Huber, figlia del compositore Hans Huber. Merke redasse la sua opera maggiore, che ne esprime la versatilità, dopo essersi ritirato in pensione.
Di religione cattolica, fu amico della mistica Adrienne von Speyr. Quando questa si convertì al cattolicesimo, pregò Merke di farle da padrino, e fu lo stesso Merke che la aiutò quando, dopo la morte del marito Emil Dürr, si trovò a un passo dal suicidio. A sua volta ella lo confortò quando, in seguito, morì il suo unico figlio.